# SonicWALL
SonicWALL – amerykańska firma dostarczająca rozwiązania i urządzenia z zakresu bezpieczeństwa Internetu. Zakresem produktów obejmuje sprzętowe zapory, urządzenia UTM (zintegrowane zarządzanie bezpieczeństwem), koncentratory VPN, urządzenia kopii zapasowych, filtry antyspamowe i kontrolery treści.
Spółka SonicWALL została założona w 1991 w Kalifornii, pierwotnie jako Sonic Systems, rozwijający sieciowe komponenty dla produktów Apple Macintosh. SonicWALL jest członkiem HP ProCurve Solutions Alliance.

## Produkty
Główne linie produktów obejmują zarówno urządzenia jak i oprogramowanie.
- E-Class Solutions – linia produktów dla przedsiębiorstw i rozlokowanych centrów danych (Data Center), które wymagają wysokiego uptime'u o dużej wydajności i multigigabitowej przepustowość.

- E-Class NSA Series[1] – Deep Packet Inspection (sprawdza dane również w wyższych warstwach modelu OSI) dla przedsiębiorstw, centrów danych oraz dostawców usług internetowych (ISP). Najmocniejsza wersja NSA 7500 wyposażona została w 16 procesorów 600 MHz[2].

- Content Security Management – brama (gateway) filtru treści, antywirusowa i antyspywarowa, działająca w czasie rzeczywistym. Filtr dokonuje oceny treści stron www zgodnie z tą stroną .

- Scentralizowane zarządzanie i raportowanie – zapewnia scentralizowane zarządzanie polityką bezpieczeństwa, monitorowanie zagrożeń (real-time), oraz raporty użytkowania i zgodności.

Producent udostępnia również dema swoich produktów.